# 宗博區
宗博區是非洲中部國家烏干達的111個區之一，由北部區負責管轄，首府是宗博，西面與鄰國剛果民主共和國接壤，距離首都坎帕拉約382公里和阿魯阿約70公里，2002年人口估計為169,000。

## 外部連結
- Zombo District Information Portal（页面存档备份，存于）

02°30′N 30°54′E / 2.500°N 30.900°E